# جيمس جاي أودونيل
جيمس جاي أودونيل (بالإنجليزية: James J. O'Donnell)‏ هو عالم لغوي كلاسيكي ومدرس أمريكي، ولد في 26 فبراير 1950.

## وصلات خارجية
- الموقع الرسمي